# 袁漢榮
袁漢榮，PMSM（1959年7月21日—），前香港警務人員，英國爆破工程師學會會員。於1983年任職皇家香港警察督察，後來參與行動處轄下的爆炸品處理課拆彈行動至2014年退休。因應1992年至1993年皇家香港警務處實行警務人員本地化政策，使袁漢榮在爆炸品處理課的遴選中被挑選成為香港首位華人拆彈專家。他於拆彈方面的表現卓越，曾領導拆彈小組清理逾百宗拆彈案件，因而獲得「拆彈一哥」的稱號。

## 背景

### 早年生活與加入警隊
袁漢榮早年於香港島長大，有兩名胞妹。他曾就讀昔日位於灣仔的私立學校中國兒童書院（1971年小六，與前香港中文大學校長沈祖堯為同屆同學），後來在1971年入讀張振興伉儷書院，並分別於1976年和1978年完成香港中學會考以及香港高等程度會考的課程。他是該校第一屆的中五及預科畢業生。袁漢榮畢業後曾在一個機構和香港理工學院任職實驗室技術員（1980年至1982年，同時修讀實驗室技術員文憑），為時4年。因為希望服務社會，所以於1983年12月5日加入皇家香港警務處任職督察，後於1988年12月5日升為高級督察，再分別於1992年10月1日，1997年3月26日和2010年五月晉升為總督察、警司以及高級警司。

### 成為拆彈專家
他在1988年以兼任形式加入警方爆炸品處理課，之後參加了相關的兼任課程，成為兼任炸彈處理主任。因應1992年警隊希望推行警務人員本地化的措施，於是他在考試合格後成為專業的炸彈處理主任。袁漢榮在1992年10月正式加入爆炸品處理課，擔任助理炸彈處理主任。期間，他曾接受了四年軍事訓練，包括到英國兩所軍校接受土製炸彈、常規軍火與生化核子武器訓練。另外，也要到澳洲和加拿大實習，並考獲專業警司資格。是香港首位華人拆彈專家，有「拆彈一哥」之稱。而他之所以加入該部門是因為他對拆除炸彈感到有興趣以及喜歡面對挑戰。
袁漢榮於2010年接掌行動部警方爆炸品處理課，成為該部門首位華人的高級炸彈處理主任。他於同年擢升為高級警司。服務警隊多年，他帶領拆彈小組處理過逾百宗拆彈案件。其中一宗負責處理的案件是發生於1995年的青衣貨輪誤撈空投炸彈案。當時，一艘貨船在青衣島對出海面起錨時，發現船錨上卡住一枚產於第二次世界大戰時期、直徑達十四吋、長四十四吋、重五百磅的美國製造M64型空投炸彈；由於袁漢榮當時沒有地方落腳，遂被迫坐在船錨上檢查和拆卸炸彈。其拆彈的真實個案於2003年被香港電台電視部改編為劇集《執法群英》之《拆彈專家》。而是次拆彈過程為香港歷史上發現最大型的炸彈案件。另一宗經袁漢榮處理的炸彈案可數2004年元朗汽車炸彈殺人事件。當中他奉召協助與鑑證科人員合作搜集證物，在受害者的殘肢中撿回多塊炸彈金屬碎片。袁漢榮的專業表現獲政府嘉許。他在2001年獲頒「香港警察長期服務獎章」。其後於2013年再獲頒「香港警察長期服務獎章」加敘第二勳扣。因其「表現超卓，克盡厥職，堪稱典範」，他在同年獲得香港警察榮譽獎章。

### 警隊以外的發展
袁漢榮在2014年7月退休後加入機場保安有限公司，並於2017年由助理經理晉升為經理。，再於2018年升為負責保安訓練的高級經理。他是國際民用航空組織之的專業經理、地區督察以及教練。亦是香港保安專業學會前會長（2017年至2021年）與副會長（分別於2014年至2017年以及2021年至今）。此外，由2016年起，他擔任張振興伉儷書院法團校董會的校友校董，為母校校政提供意見。
除了於警隊工作之外，袁漢榮早於1977年參與香港紅十字青年團的義務工作且獲得領袖金章與英國紅十字會急救導師資格，後期更擔任香港紅十字會高級青年事務主任（義務工作）、董事局的成員、香港紅十字會輸血服務中心管治委員會成員和香港紅十字會總監（2014年起），負責青年及義工事務。於2024年９月獲選為香港紅十字會副主席。1993年，他由當時的香港紅十字會前總監黄兆光提名參選香港十大傑出青年且於同年當選。2014-2019年他亦獲邀請出任香港賽馬會災難防護應變教研中心管治成員。
與其他公務員一樣，袁漢榮由加入拆彈課至退休後一直都在職進修：他在1993年完成香港理工大學工商管理文憑課程（由1991年開始修讀）。同年完成香港管理專業協會管理文憑。及後在1998年至2013年修讀香港公開大學執法及保安管理學士，以二級榮譽畢業。他在2016年修畢加拿大協和大學國際民航組織航空保安專業管理證書。

## 個人生活
袁漢榮於1994年結婚，婚後與妻子王氏育有兩名兒子。